# 锡沃根加
锡沃根加（Sivaganga）是印度泰米尔纳德邦锡沃根加县的一个城镇。总人口40129（2001年）。

## 人口
该地2001年总人口40129人，其中男性20191人，女性19938人；0—6岁人口4220人，其中男2189人，女2031人；识字率81.51%，其中男性为85.56%，女性为77.41%。